# Joseph Jean Baptiste Xavier Fournet

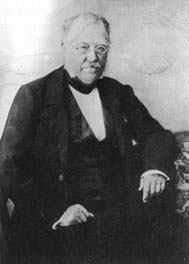
Jean-Baptiste Fournet

Joseph Jean Baptiste Xavier Fournet (Estrasburgo, 15 de mayo de 1801 - Lyon, 8 de junio de 1869) geólogo y metalúrgico francés.
Fue educado en la «École des Mines de París», y después de una considerable experiencia como ingeniero de minas, en 1834, fue nombrado profesor de geología de Lyon.
Fue un hombre de amplios conocimientos y extensiva investigación, y escribió memorias sobre temas químicos y mineralógicos, sobre rocas volcánicas, sobre la estructura del Jura, el metamorfismo de los Alpes Occidentales, sobre la formación de calizas oolíticas, sobre caolinización y venas metalíferas. También fue una autoridad reconocida sobre temas metalúrgicos y publicó observaciones sobre el orden de sulfurabilidad de los metales.

## Publicaciones
- Note sur le plomb molybdaté rouge de Chenelette (Rhône), Annales de la Société royale d'agriculture, etc., de Lyon Sur l'invention du thermomètre centigrade à mercure, faite à Lyon par M. Christin, 1845

- Suite des recherches sur la géologie de la partie des Alpes comprise entre le Valais et l'Oisans, 1845,Histoire de la dolomie, 1847

- Géologie lyonnaise, 1861

- Simplification de l'étude d'une certaine classe de filons, 1845, Annales de la Société royale d'agriculture, histoire naturelle et arts utiles de Lyon

- Recherches sur les ombres colorées qui se manifestent à diverses saisons, et sur les applications du phénomène, 1859

- Du caractère d'association en minéralogie et en géologie, 1844

- Note sur les effondrements de divers terrain, 1852

- Extraits des rapports sur les gisements des lignites de Manosque (Basses-Alpes), 1857

- Détails concernant l'orographie et la géologie de la partie des Alpes comprise entre la Suisse et le comté de Nice, Mémoire présenté à l'Académie des sciences de Lyon, 1863

- Études sur les dépôts métallifères, par M. J. Fournet,... , 1834

- Du Mineur son rôle et son influence sur les progrès de la civilisation d'après les données actuelles de l'archéologie et de la géologie, 1862

- Recherches sur la distribution et sur les modifications des caractères de quelques animaux aquatiques du Bassin du Rhône, 1853

- Sur les relations des orages avec les points culminants des montagnes et sur leur distribution spéciale dans les environs de Lyon, 1862

- Résultats sommaires d'une exploration des Vosges faite en 1846, 1847

- Lavage des minerais oxydés et terreux provenant des affleurements du filon du Kef-Oum-Theboul, près de la Calle, province de Constantine (Algérie), 1858, Bulletin de la Société de l'industrie minérale

- Détails au sujet de la formation des oolites calcaires, 1853

- Aperçus sur le magnétisme des minerais et des roches, et sur les causes de quelques anomalies du magnétisme terrestre, 1848